# تقفع دوبويتران
تَقَفُّعُ دُوبْوِيتْران هي حالة يحدث فيها انثناء إصبعٍ أو أكثر بصورة دائمة في وضع الانثناء. تبدأ الحالة بوجود عقيدات صلبة صغيرة أسفل جلد راحة اليد. ثم تتفاقم الحالة مع مرور الوقت إلى أن يصل إصبع لوضع لا يمكن عندها فرده. قد يوجد بعض الألم أو الحكة على الرغم من أنها عادة ليست حالة مؤلمة. الأصابع الأكثر عرضة للإصابة هي البنصر يليه الخنصر يليه الإصبع الأوسط.
السبب غير معروف. عوامل الخطر تشمل التاريخ العائلي، الكحوليات، التدخين، مشاكل الغدة الدرقية، أمراض الكبد وداء السكري، إصابة سابقة في اليد والصرع. آلية حدوث التقفع تشمل تكوين نسيج ضام غريب في اللِّفافَةُ الرَّاحِيَّة
ويعتمد التشخيص في الغالب على الأعراض.
العلاج المبدأي يكون عن طريق الحقن بواسطة الستيرويدات في المنطقة المصابة والعلاج الفيزيائي.

## العلامات والأعراض
في العادة تبدأ الحالة بظهور تغليظ أو عقيدات والتي تكون في البداية بدون أو مُصاحبة باألم. مع تطور المرض يحدث فقدان غير مؤلم في مجال حركية الأصابع المصابة.
أولى علامات التقفع ظهور «تجعد» في جلد راحة اليد بشكل مثلث فوق الوتر المُثني (الوتر العاطف) عند المفصل المشطي السلامي، قبل ثنية الإصبع مباشرة.
بشكل عام، تكون الأوتار والتقفعات غير مؤلمة، ونادرًا ما يحدث التهاب الوتر الذي يسبب الألم. الإصبع الأكثر عرضة للإصابة هو البنصر؛ أما الإبهام والسبابة فهما أقل تأثرًا بكثير. يبدأ المرض في راحة اليد ويتقدم نحو الأصابع، وتُصاب المفاصل المشطية السلامية قبل المفاصل بين السلامية القريبة.
في تقفع دوبويتران، تتسمّك اللفافة الراحية لليد بشكل غير طبيعي، ما قد يسبب انثناء الأصابع وإضعاف وظيفة الإصبع. تتمثل الوظيفة الرئيسية للصفاق الراحي في زيادة قوة القبضة؛ وبالتالي، يسبب تقفع دوبويتران مع مرور الوقت نقصًا في قدرة الشخص على الإمساك بالأشياء واستخدام اليد في الأنشطة المختلفة. يمكن أن يسبب تقفع دوبويتران الإحراج الاجتماعي ويسيء إلى جودة الحياة. يبلغ المصابون عن الشعور بالألم والوجع والحكة. تتكون اللفافة الراحية في الحالة الطبيعية من الكولاجين من النوع الأول، ولكنه يتغير ليصبح من النوع الثالث عند مرضى دوبويتران، وهذا النوع من الكولاجين أكثر سمكًا بكثير من النوع الأول.

## التشخيص
وفقًا للدكتور الأمريكي تشارلز إيتون، المتخصص في دوبويتران، يوجد ثلاثة أنماط من مرض دوبويتران:
- النمط 1: شكل عدواني جدًا من المرض يوجد عند 3% من المصابين بتقفع دوبويتران، ويصيب هذا الشكل الرجال تحت سن الخمسين الذين لديهم قصة عائلية للإصابة. يترافق عادة بأعراض أخرى مثل عقد غارود وداء ليدرهوس. يسمى هذا النمط أحيانًا التأهب لدوبويتران.
- النمط الثاني: وهو النمط الأخف من مرض دوبويتران، يظهر عادة على راحة اليد فقط، ويبدأ بعد سن الخمسين. وفقًا لإيتون، يمكن أن تزيد بعض العوامل من شدة هذا المرض كالإصابة بالسكري أو العمل اليدوي الشاق.
- النمط الثالث: شكل خفيف من مرض دوبويتران يُصاب به مرضى السكري، وتسببه بعض الأدوية، كمضادات الاختلاج المستخدمة عند مرضى الصرع. لا يؤدي هذا النمط إلى إصابة الأصابع بالكامل، ولا ينتقل بالوراثة على الأرجح.

## العلاج
يستطب العلاج عند إيجابية اختبار سطح الطاولة. وفي هذا الاختبار، يضع الشخص يده على طاولة. إذا كانت اليد مسطحة تمامًا على الطاولة، فالاختبار سلبي. إذا تعذر وضع اليد بشكل مسطح تمامًا على الطاولة، وبقيت مسافة بين الطاولة واليد بحجم قطر قلم حبر جاف، فإن الاختبار يعتبر إيجابيًا وتُستطب الجراحة وغيرها من العلاجات. يمكن أن تصبح الأصابع قاسية وغير متحركة وتحتاج بعض الحالات إلى العلاج المتكرر.
العلاجات الرئيسية المدرجة من قبل جمعية دوبويتران الدولية حسب مرحلة المرض هي العلاج الإشعاعي، وبضع اللفافة بالإبرة، وحقن الكولاجيناز، وجراحة اليد. اعتبارًا من 2016، اعتُبرت الأدلة على فعالية العلاج الإشعاعي غير كافية كمًا ونوعًا، ويصعب تفسيرها بسبب عدم وجود دراية كافية بشأن التاريخ الطبيعي لمرض دوبويتران.
بضع اللفافة بالإبرة أكثر فعالية في المرحلتين الأولى والثانية، إذ يزيل 6-90 درجة من تشوه الإصبع. ويستخدم أيضًا هذا الإجراء في مراحل أكثر تقدمًا. وعلى نحو شبيه، حقن الكولاجيناز أكثر فائدة في المرحلتين الأولى والثانية من المرض. ويُستخدم أيضًا في مراحل أخرى.
جراحة اليد فعالة في المرحلة الأولى وحتى المرحلة الرابعة.

## عوامل الخطر

### غير قابلة للتعديل
- أسلاف السلالة الإسكندنافية أو أوروبا الشمالية، تم تسميته بداء الفايكينج مع ذلك فإنه ينتشر في دول البحر المتوسط مثل إسبانيا، والبوسنة)
- الرجال دوناً عن النساء
- الأشخاص فوق سن الخمسين
- وجود تاريخ مرضي في العائلة

### قابلة للتعديل
- المدخنين

النخاف
- العمال اليدويين
- مدمني الكحوليات

### حالات أخرى
- المصابون بداء السكري
- المصابون بفيروس نقص المناعة البشري المكتسب
- المصابون بالصرع